# Picumnus pumilus
Picumnus pumilus е вид птица от семейство Picidae.

## Разпространение
Видът е разпространен в Бразилия и Колумбия.